# Fensterfliegen

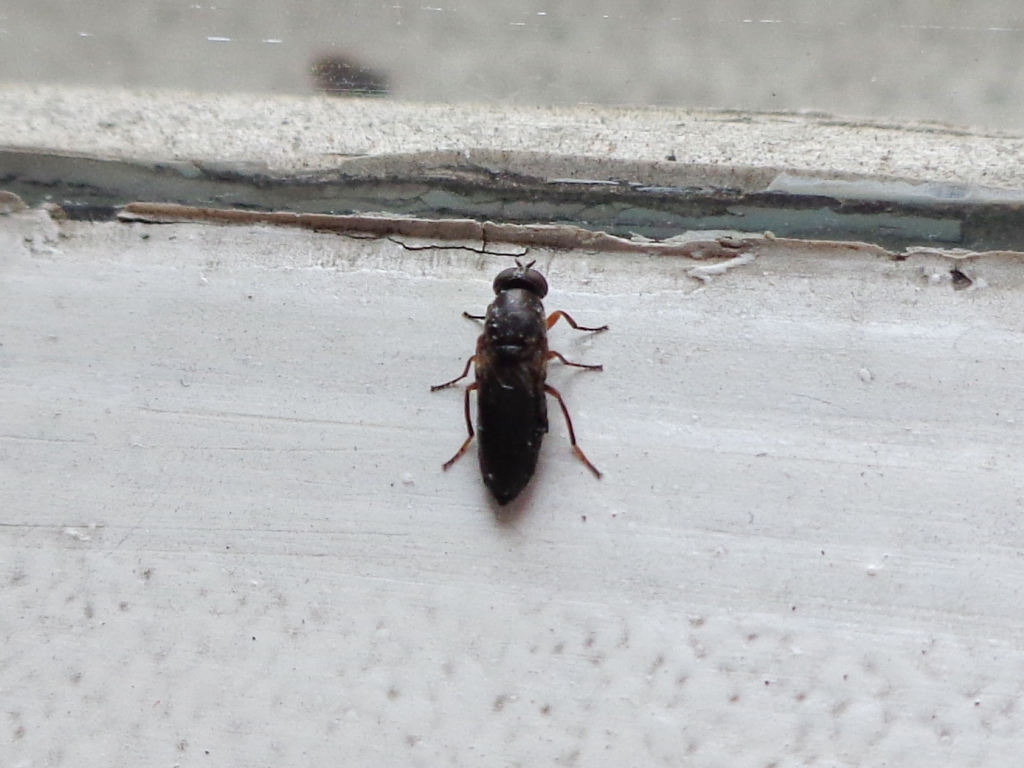
Scenopinus fenestralis

Die Fensterfliegen (Scenopinidae) sind eine Familie der Zweiflügler (Diptera). Sie werden zu den Fliegen (Brachycera) gezählt.

## Merkmale
Der Körper der Fensterfliegen ist fast vollständig unbehaart. Der kurze und breite Rüssel der Tiere ist mit Labellen versehen, die zum Auftupfen von Flüssigkeit geeignet sind.

## Lebensweise
Einige Arten der Fensterfliegen halten sich gern in Wohnungen auf, vor allem an den Fenstern. Hierzu gehört auch die heimische Art Scenopinus fenestralis, die bis zu sechs Millimeter lang wird und schwarz gefärbt ist.
Die Larven ähneln denen der Luchsfliegen (Therevidae) sowohl in Aussehen als auch in der Lebensweise. Sie sind räuberisch und jagen in Wohnungen auch die Raupen von Kleidermotten. Die Larven anderer Arten finden sich etwa in Pilzen oder unter Rinde sowie in Nestern von Vögeln und Säugetieren. Es wird angenommen, dass sie sich hier vor allem von totem organischen Material ernähren und eher selten lebende Beute jagen. Die Puppen der Fensterfliegen sind ziemlich beweglich.

## Systematik
Weltweit sind über 400 Vertreter dieser Gruppe bekannt, in Deutschland leben allerdings nur drei.

### Äußere Systematik
Die Fensterfliegen (Scenopinidae) gehören zur Überfamilie Asiloidea, zu der auch die Raubfliegen (Asilidae) gezählt werden. Vier Familien werden innerhalb der Asiloidea zu einer Klade, in der sich auch die Fensterfliegen befinden, zusammengefasst. Neben den Festerfliegen gehören auch die
Luchsfliegen (Therevidae), die Apsilocephalidae und die Evocoidae zu dieser Klade.

### Innere Systematik
Die Familie der Fensterfliegen umfasst drei Unterfamilien:
- Caenotinae
- Proratinae
- Scenopininae

Die Scenopininae bilden die größte Unterfamilie und umfassen 17 Gattungen mit ca. 380 Arten,
Die Proratinae and Scenopininae kommen auch in der Afrotropis vor. Die Proratinae bestehen aus sechs Gattungen mit rund 20 Arten, von denen die meisten in der Neuen Welt beheimatet sind.
Das Verbreitungsgebiet der Unterfamilie Caenotinae, die nur die Gattung Caenotus enthält, reicht von der Nearktis bis in die neotropische Region Mexicos.

### Europäische Arten
Die Familie der Fensterfliegen ist in Europa mit zwei Gattungen und 17 Arten vertreten.
Gattung Caenoneura
Die Gattung umfasst zwei Arten, in Europa kommt nur Caenoneura nigra vor, die andere Art Caenoneura robusta stammt aus Ägypten.
- Caenoneura nigra Kelsey, 1969

Gattung Scenopinus
Zu den 15 in Europa vertretenen Arten kam zuletzt im Jahr 2021 Scenopinus jerei aus Finnland hinzu.
- Scenopinus albicinctus (Rossi, 1794)
- Scenopinus bulbapennis Kelsey, 1969
- Scenopinus canarius Kelsey, 1969
- Scenopinus efflatouni Kelsey, 1969
- Scenopinus fenestralis (Linnaeus, 1758)
- Scenopinus glabrifrons Meigen, 1824
- Scenopinus gobiensis Kelsey, 1981
- Scenopinus griseus (Kröber, 1913)
- Scenopinus halteralis Frey, 1936
- Scenopinus jerei Jaakko Pohjoismäki & Antti Haarto, 2021
- Scenopinus lesinensis Strobl, 1902
- Scenopinus niger (De Geer, 1776)
- Scenopinus retuertensis Carles-Tolrá, 2001
- Scenopinus unifasciatus (Kröber, 1913)
- Scenopinus verrucosus Carles-Tolrá, 2001
- Scenopinus vitripennis Meigen, 1824